# Немечково
Немечково (пол. Niemieczkowo, нім. Deutschendorf) — село в Польщі, у гміні Оборники Оборницького повіту Великопольського воєводства.
Населення — 65 осіб (2011).
У 1975-1998 роках село належало до Познанського воєводства.

## Демографія
Демографічна структура станом на 31 березня 2011 року:
|          | Загалом | Допрацездатний вік | Працездатний вік | Постпрацездатний вік |
| -------- | ------- | ------------------ | ---------------- | -------------------- |
| Чоловіки | 33      | 7                  | 25               | 1                    |
| Жінки    | 32      | 9                  | 15               | 8                    |
| Разом    | 65      | 16                 | 40               | 9                    |